# Flughafen Cozumel

i8
i11
i13
Der Flughafen Cozumel (spanisch Aeropuerto Internacional de Cozumel, englisch Cozumel International Airport, IATA-Code: CZM, ICAO-Code: MMCZ) ist ein internationaler Flughafen auf der vor der Ostküste der Halbinsel Yucatán gelegenen Insel Cozumel, die zum mexikanischen Bundesstaat Quintana Roo gehört.

## Lage
Der Flughafen liegt an der Westküste Cozumels unmittelbar nördlich der Inselhauptstadt San Miguel de Cozumel. Er wird von der Flughafengruppe Aeropuertos del Sureste (ASUR) betrieben. Der heutige Flughafen entstand Ende der 1970er Jahre. In den Jahren 1999 bis 2003 wurde das Terminalgebäude renoviert und erweitert.

## Passagierzahlen
Bis 2018 lag die Zahl internationaler Flugpassagiere bei ca. 200.000. Im Jahr 2020 erfolgte ein vorübergehender deutlicher Rückgang infolge der COVID-19-Pandemie. Jedoch konnten schon 2021 – trotz fortdauernder Pandemie – wieder höhere Zahlen verzeichnet werden.
| [ 3 ]                         | 2017    | 2018    | 2019    | 2020   | 2021    |
| ----------------------------- | ------- | ------- | ------- | ------ | ------- |
| Internationale Flugpassagiere | 201.453 | 204.866 | 178.634 | 99.313 | 180.773 |

## Zwischenfälle
- Am 27. Januar 1976 stürzte eine Douglas DC-6A der Aerotécnicos Asociados de México (Luftfahrzeugkennzeichen XA-RIO) fünf Minuten nach dem Start 25 Kilometer nördlich des Flughafens Cozumel ab. Alle 4 Besatzungsmitglieder, die einzigen Insassen auf dem Überführungsflug, kamen ums Leben.[4]

- Am 31. Oktober 1979 stürzte eine Douglas DC-6 der Fuerza Aérea Mexicana (Luftfahrzeugkennzeichen unbekannt) 10 Kilometer vom Flughafen Cozumel entfernt bei einem Gewitter ins Wasser. Eine andere Meldung spricht von einer DC-4/C-54 als Flugzeugtyp. Alle 3 Besatzungsmitglieder, die einzigen Insassen, kamen ums Leben.[5]

- Am 15. Mai 1993 wurde eine Douglas DC-6BF der mexikanischen Carga del Caribe (XA-SEA) auf einem Testflug bei regnerischem Wetter 22 Kilometer nördlich des Flughafens Cozumel ins Wasser geflogen. Durch diesen CFIT (Controlled flight into terrain) wurde der Erste Offizier getötet und 2 Passagiere blieben vermisst, der Kapitän und ein Passagier überlebten.[6]